# Пајпер Харт
Пајпер Харт (енгл. Piper Hart) измишљени је лик из Никелодионове суперхеројске ТВ серије Хенри Опасност, коју су створили Ден Шнајдер и Дејна Олсен. Она је млађа сестра Хенрија Харта и председница мен-фанова, клуба обожавалаца Капетана Мена и Кида Опасност. Од почетка серије је представљена као безобразна и размажена девојчица, а од треће сезоне креће да се понаша мање бахато и зрелије. Опседнута је друтвеним мрежама и воли популарност, пратиоце и брзи вај-фај. Са једанаест година је грешком добила возачку дозволу.
Њен лик тумачи Ела Андерсон, а глас у српској синхронизацији јој позајмљује Ивана Тењовић.